# Campethera nivosa
El pito nevado (Campethera nivosa) es una especie de ave piciforme de la familia Picidae que vive en África.

## Distribución y hábitat
Se extiende por África Central y Occidental. Se encuentra en Angola, Camerún, República Centroafricana, Costa de Marfil, Gabón, Gambia, Ghana, Guinea-Bissau, Guinea-Conakri, Guinea Ecuatorial, Kenia, Liberia, Mali, Mauritania, Nigeria, República del Congo, República Democrática del Congo, Ruanda, Senegal, Sierra Leona, Sudán, Tanzania, Togo y Uganda.